# Cudowne dzieci szachowe

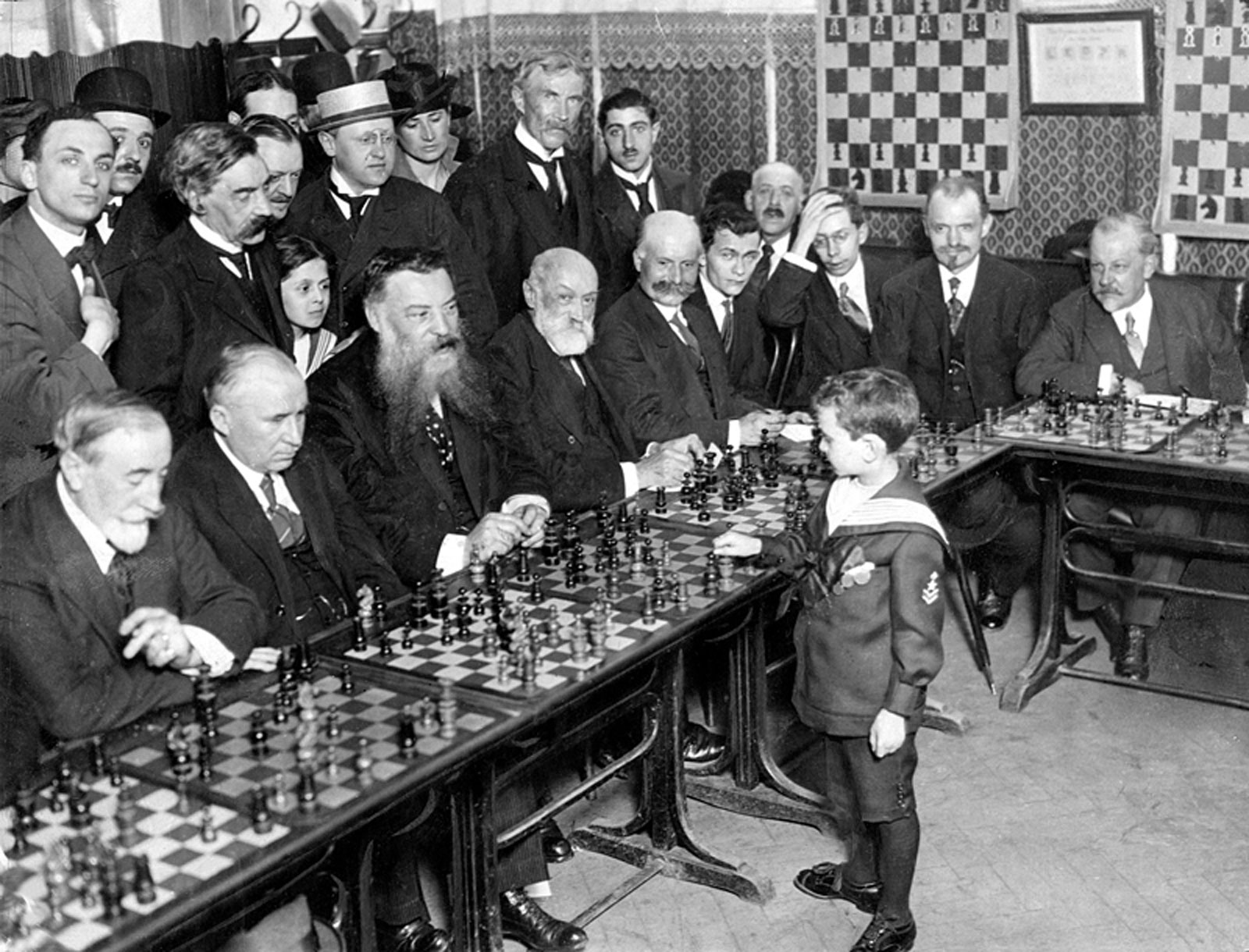
Samuel Reshevsky podczas symultany, Francja 1920

Cudowne dzieci szachowe – cudowne dzieci, które w okresie dziecięcym dochodzą do mistrzowskiej klasy gry w szachy.
Encyklopedia „Szachy od A do Z” do grona cudownych szachowych dzieci zalicza m.in.: Samuela Reshevsky’ego, Arturo Pomara Salamankę, Paula Morphy’ego, Paula Keresa oraz Roberta Fischera.